# Kościoły ewangelickie
Kościoły ewangelickie, ewangelicyzm – nazwa organizacji kościelnych powstałych w wyniku reformacji w XVI wieku, głoszących odnowę chrześcijaństwa w duchu Ewangelii. Słowo „ewangelicki” ma na celu zaakcentowanie potrzeby życia w zgodzie z Ewangelią, czyli zgodnie z wolą Jezusa Chrystusa. Luterańskie i reformowane Kościoły w Europie utworzyły wspólnotę kościelną na mocy przyjętej w 1973 roku Konkordii Leuenberskiej, będącej wyrazem ich jedności eklezjologicznej (z zachowaniem swoistych dla własnej tradycji zróżnicowań w zakresie nauki czy kultu). Historycznie stanowią najstarszy nurt w łonie protestantyzmu.

## Doktryna
Wierni Kościołów ewangelickich, zwani ewangelikami, wyznają tzw. pięć zasad protestantyzmu sformułowanych w XVI wieku podczas reformacji. Są to:
- Sola scriptura („Tylko pismo”) zakładająca, że jedynym, nieomylnym i samowystarczalnym źródłem wiary chrześcijańskiej jest Biblia. W efekcie wszelkie dogmaty i praktyki religijne, które nie są zgodne z Pismem Świętym należy odrzucić. Określaniem tego, które nauki są błędne, a które właściwe, zajmuje się skrypturologia, będąca jednym z działów teologii. Przykładem zastosowania zasady Sola scriptura jest odrzucenie przez protestantów dogmatu o Niepokalanym Poczęciu Najświętszej Maryi Panny oraz Wniebowzięciu Najświętszej Maryi Panny.
- Sola fide („Tylko wiarą”) zakładająca, że grzeszny człowiek może być usprawiedliwiony wobec Boga tylko przez swoją wiarę w Jezusa Chrystusa, a nie przez dobre uczynki; dobre uczynki stanowią natomiast owoc wiary i potwierdzają jej autentyczność, ale same w sobie nie zapewniają odpuszczenia grzechów.
- Sola gratia („Tylko łaska”) opierająca się na założeniu, że człowiek może być zbawiony tylko z łaski Boga, przy czym owa łaska jest darem, a nie wynagrodzeniem za dobre uczynki. Tym samym grzesznik na swoje zbawienie nie może w żaden sposób zapracować, a protestanci odrzucają zarówno naukę o czyśćcu, jak i odpustach.
- Solus Christus („Tylko Chrystus”) mówiąca o tym, że jedynym pośrednikiem między Bogiem Ojcem a człowiekiem jest Jezus Chrystus. Na podstawie tej zasady wyznania protestanckie odrzucają zatem zarówno kult Maryi, jak i kult świętych oraz możliwość ich wstawiennictwa za ludzi u Boga.
- Soli Deo gloria („Tylko Bogu chwała”) zakładająca, że wszelka chwała należna jest jedynie Bogu. Na podstawie tej zasady protestantyzm odrzuca nie tylko kult świętych, ale również kult relikwii i obrazów.

## Praktyki religijne
- w Kościołach ewangelickich uznawane są tylko dwa sakramenty: chrzest i komunia święta (Wieczerza Pańska), która jest udzielana pod dwiema postaciami[4][3].
- w Kościołach ewangelickich występuje obrzęd konfirmacji, w trakcie którego młodzież zostaje wprowadzona do grona dorosłych członków wspólnoty, ślubując wierność Jezusowi Chrystusowi oraz Kościołowi. Podobnym obrzędem jest bierzmowanie w Kościele katolickim, które w przeciwieństwie do konfirmacji np. jest sakramentem[3].
- brak spowiedzi usznej, jest tylko spowiedź powszechna[3].
- małżeństwo nie ma statusu sakramentu, w związku z czym Kościoły ewangelickie uznają rozwody cywilne (chociaż ich nie pochwalają) i dopuszczają rozwodników do komunii świętej[3].
- w Kościołach ewangelickich zamiast typowych dla Kościoła katolickiego mszy świętych są odprawiane nabożeństwa[3].

## Organizacja
- Kościoły ewangelickie, podobnie jak inne Kościoły wywodzące się z tradycji protestanckiej nie uznają władzy papieża ani nie mają swojego odpowiednika papieża; w rezultacie każdy Kościół rządzi się własnymi prawami, posiada odrębny ustrój i duchowieństwo[3].
- w strukturach organizacyjnych zarówno Kościoła ewangelicko-augsburskiego, Kościoła ewangelicko-reformowanego, jak i ewangelicko-metodystycznego działają nie tylko duchowni, ale również wierni świeccy[3].
- duchownych w Kościołach ewangelickich nie obowiązuje celibat[3].
- w Kościołach ewangelickich kobiety mogą zostać duchownymi[3].
- w przeciwieństwie do Kościoła katolickiego, w którym panuje ustrój hierarchiczny, w Kościele ewangelicko-augsburskim występuje ustrój synodalno-konsystorski, w Kościele ewangelicko-reformowanym – synodalno-prezbiterialny[3], natomiast w Kościele ewangelicko-metodystycznym – episkopalno-konferencyjny[5].

## Kościoły ewangelickie w Polsce
W Polsce funkcjonują cztery Kościoły, które określają się mianem ewangelickich:
- Kościół Ewangelicko-Augsburski, stanowiący kontynuację ruchu reformacyjnego zapoczątkowanego w XVI wieku przez Marcina Lutra, czyli luteranizmu.
- Kościół Ewangelicko-Reformowany, który rozwinął się na podstawie doktryny teologicznej propagowanej w XVI wieku przez Jana Kalwina, czyli kalwinizmu.
- Kościół Ewangelicko-Metodystyczny, należący do nurtu metodystycznego, który zapoczątkowała grupa wiernych Kościoła anglikańskiego w XVIII wieku.
- Kościół Ewangelicko-Prezbiteriański, mający swoje korzenie w szkockiej reformacji.